# Laura Angel

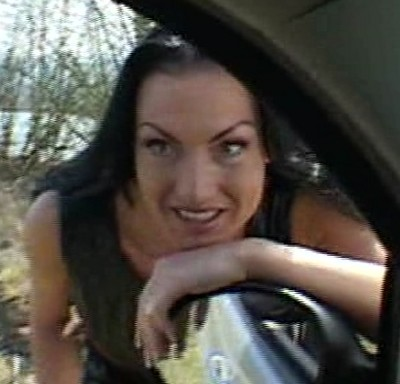
Laura Angel, 2003

Laura Angel (* 16. Oktober 1974 als Lenka Gorgesová im südböhmischen Bezirk der Tschechoslowakei) ist eine tschechische Sängerin, Fotomodell und ehemalige Pornodarstellerin und -regisseurin.

## Leben
Laura Angel drehte 1998 ihren ersten Hardcorefilm. Zu Beginn ihrer Karriere als Darstellerin trat sie unter anderem auch als Lenka Luv, Laura Arnold, Patricia McNail oder Penelope auf. Seitdem spielte sie in ca. 280 Filmen mit. Werke mit ihr als Protagonistin sind Alexia & Cie und Harcèlement au féminin von Marc Dorcel. Ende der 1990er Jahre wurde sie vor allem mit Performances für Private Media tätig und spielte in Filmen wie Sex Shot und Hells Belles. 2003 zog sie sich aus der Pornoindustrie zurück und lebt heute in Tunesien.
Neben ihrer Arbeit als Modell betätigte sie sich auch als Sängerin für verschiedene Eurodance-Projekte. Im Jahr 2002 gab sie ihr Debüt als Regisseurin mit Angelmania, woraus eine fünfteilige Serie wurde.

## Auszeichnungen
- 2000: Hot d’Or „Best European Actress“
- 2002: FICEB Award Ninfa 2002 a la mejor Actriz / Best Actress por Angelmania
- 2003: Venus Award „Best New Starlet Female – Europa“

## Filmografie (Auswahl)
- 1998: Angel Baby
- 1998: Hells Belles
- 1998: Xtreme Desires – The Twisted Fantasies of Monique Covét
- 1999: Safari Park
- 1999: Sexshot
- 1999: Heißes Blut – Geschichte einer verbotenen Liebe
- 1999: Alexia & Cie
- 2000: Harcèlement au féminin (dt. Alternativtitel: Ein verhängnisvolles Rendez-vous)
- 2001: Chiennes de Rêves
- 2002: Tessie
- 2002: Angelmania
- 2003: Cleopatra I + II – The Legend of Eros